# Filippo Brunelleschi
Filippo Brunelleschi (Firenca, 1377. – Firenca 16. travnja 1446.) je bio talijanski arhitekt i kipar, prvi renesansni arhitekt i umjetnik koji je znanstveno pojasnio i opisao linearnu perspektivu.

## Životopis i djela
Svoje školovanje započeo je u Firenci kao zlatarski šegrt, a majstorsku dozvolu dobiva 1404. Kroz svoj život bio je aktivan kao kipar. U mladosti se bavio isključivo skulpturom, oblikovao je dramatično pokrenute likove (Abraham žrtvuje Izaka, za natječaj za vratnice firentinske krstionice).
Arhitekturom se počinje baviti 1404. prvo kao savjetnik u izgradnji crkve Santa Maria Novella. Nakon boravka u Rimu oduševljava se umjetnošću starog Rima. Za vrijeme boravka sustavno se bavio crtanjem antičkih spomenika gdje je vjerojatno prvi puta otkrio linearnu perspektivu. To njegovo otkriće ostavilo je dalekosežne posljedice za razvoj slikarstva renesanse, međutim on se sam sve više okretao arhitekturi. 
Projektirajući svoje građevine, dao je temelje renesansnoj arhitekturi. Surađivao je u gradnji firentinske prvostolnice i konstruirao je njezinu golemu kupolu (tzv. Duomo visok 93 i promjera od 42,2 m).  Iako još ima neka gotička obilježja ona je prvo djelo gdje je primijenio ostavštinu antike utvrdivši način izrade kupole i tako postavivši ideal renesansne crkve.
U profanim i sakralnim građevinama koristi se rimskim arhitektonskim elementima koje prilagođava duhu svog vremena. Njegovo najvažnije djelo na kojem je reinterpretirao najviše klasičnih elementa (polukružni luk, bačvasti svod, trijumfalni luk, arkade, kupola, narteks, centralni tip, grčki križ, kasetiranje, grčki stupovni redovi i zlatni rez) je Kapela Pazzi u samostanskom dvorištu uz crkvu Sta Croce u Firenci. 
Djela harmoničnih proporcija Nahodište i crkva San Lorenzo longitudinalne su građevine koje su po prostornoj koncepciji postale prototip renesansnih građevina.
Po njemu je renesansna građevina - kutija koja se mora lako konstruirati, pa su geometrijske i matematičke vrijednosti vrlo jednostavne i do njih se dolazi jednostavnim izračunavanjem. Iz želje za jednostavnošću od svodova se koristi samo bačvasti, te polukružni luk, a nekada se svodovi potpuno odbacuju i zamjenjuju ravnom stropom od drveta pa zidovi mogu biti tanji i ekonomičniji. Ovi stropovi su ponekada jednostavno kasetirane (ravni strop skromno podijeljen, iskasetiran, u kvadrate). Cijelo rješenje osnove renesansne građevine uvijek podliježe zakonu simetrije koja je u arhitekturi renesanse služila kao osnovni princip. 
Prema pripovijesti Antonia Manettija, Brunelleschijeva poznanika i autora njegove biografije, Brunelleschi "je počašćen tako što je pokopan u crkvi Santa Maria del Fiore, gdje je iznad njegova groba postavljena mramorna bista urađena za njegova života i postavljena kao iznimni epitaf."
Njegovi sljedbenici bili su Michelozzo i Giulio da Maiano, glavni graditelji firentinske arhitekture quattrocenta, te možda najveći – Leon Battista Alberti.
- Abrahamova žrtva (1401.)
- Nahodište (Trg Svetog Navještenja s Nahodištem (1421.-27.)
- Detalj s okruglim medaljonima beba.
- San Lorenzo, Firenca (1421.-1440.).
- Glavni brod crkve Santo Spirito u Firenci (1428. - ).

Popis djela:
- kupola firentinske katedrale, (1419. – 1436.)
- crkva San Lorenzo, Firenca (1421. – 1440.)
- Dječja bolnica  Nevinih s trgom, Firenca (1424. – 1445.)
- Palača Parte Guelfa, Firenca (1420tih-1445.)
- crkva San Spirito (Sveti Duh), Firenca (1434. – 1482.)
- Kapela Pazzi, Firenca (1429. – 1461.)
- crkva Svete Marije od anđela, Firenca (1434. – 1437.)

## Vanjske poveznice
- Audio vodič kroz Brunelleschijevu kupolu